# Phillip Adams (produttore cinematografico)
Phillip Andrew Hedley Adams, meglio conosciuto come Phillip Adams, (Maryborough, 12 luglio 1939), è un giornalista, produttore cinematografico e attivista australiano nonché umanista, commentatore sociale, intellettuale ed agricoltore.

## Biografia
È stato il presentatore delle trasmissioni televisive Radio National, Late Night Live, four nights a week presso la ABC e tire una colonna settimanale nella rivista The Australian.
Ebbe una fortunata carriera come pubblicitario e produttore cinematografico, e lavorò in numerosi consigli di Organizzazioni non a scopo di lucro come Greenpeace Australia, Ausflag, Care Australia, Film Victoria, National Museum of Australia, Montsalvat Arts Society e Don Dunstan Foundation.
Ricevette numerosi premi tra cui 5 lauree honoris causa dalle università australiane, Repubblicano del 2005, Senior ANZAC Fellowship, Australian Humanist of the Year, il Leone d'oro alla carriera alla mostra Mostra internazionale d'arte cinematografica di Venezia ed il Henry Lawson Australian Arts Award. Nel 1997 la International Astronomical Union chiamò un pianeta nano del sole orbitante tra Marte e Giove come lui.

## Filmografia

### Cinema

#### Produttore
- A Personal History of the Australian Surf
- Hearts and Minds (1966) (produttore)
- Jack and Jill: A Postscript (1970) (produttore, sceneggiatore, regista)
- The Naked Bunyip (1970) (produttore)
- Le avventure di Barry McKenzie (1972) (produttore)
- Don's Party (1976) (producer)
- The Getting of Wisdom (1978 (produttore)
- Grendel Grendel Grendel (1981) (produttore)
- Fighting Back (1982) (produttore esecutivo)
- Lonely Hearts (1982) (produttore esecutivo)
- We of the Never Never (1982) (executive producer)
- Kitty and the Bagman (1983) (produttore)
- Abra Cadabra (1983) (produttore)

#### Attore
- Dallas Doll (1994)  come annunciatore radiofonico
- Road to Nhill (1997) come Dio (voce fuori campo)

### Televisione
- Adams' Australia (BBC)
- The Big Questions con Professor Paul Davies
- Death and Destiny girato in Egitto con Paul Cox
- More Big Questions con Professor Paul Davies
- Face The Press (SBS)
- Short Cuts (ABC)
- Four Corners
- This Day Tonight
- Parkinson
- 7:30 Report
- Clive James
- Will Be Back After This Break (7 Network)
- Two Shot series 1 and 2 (ABC)
- Short and Sweet (ABC)
- Talking Heads
- Compass
- Sunday
- A Current Affair
- Sixty Minutes
- Australian Story
- Counterpoint with William F. Buckley Jr
- CNNNN
- The Chaser's War on Everything